# Juda Makabejský (Händel)

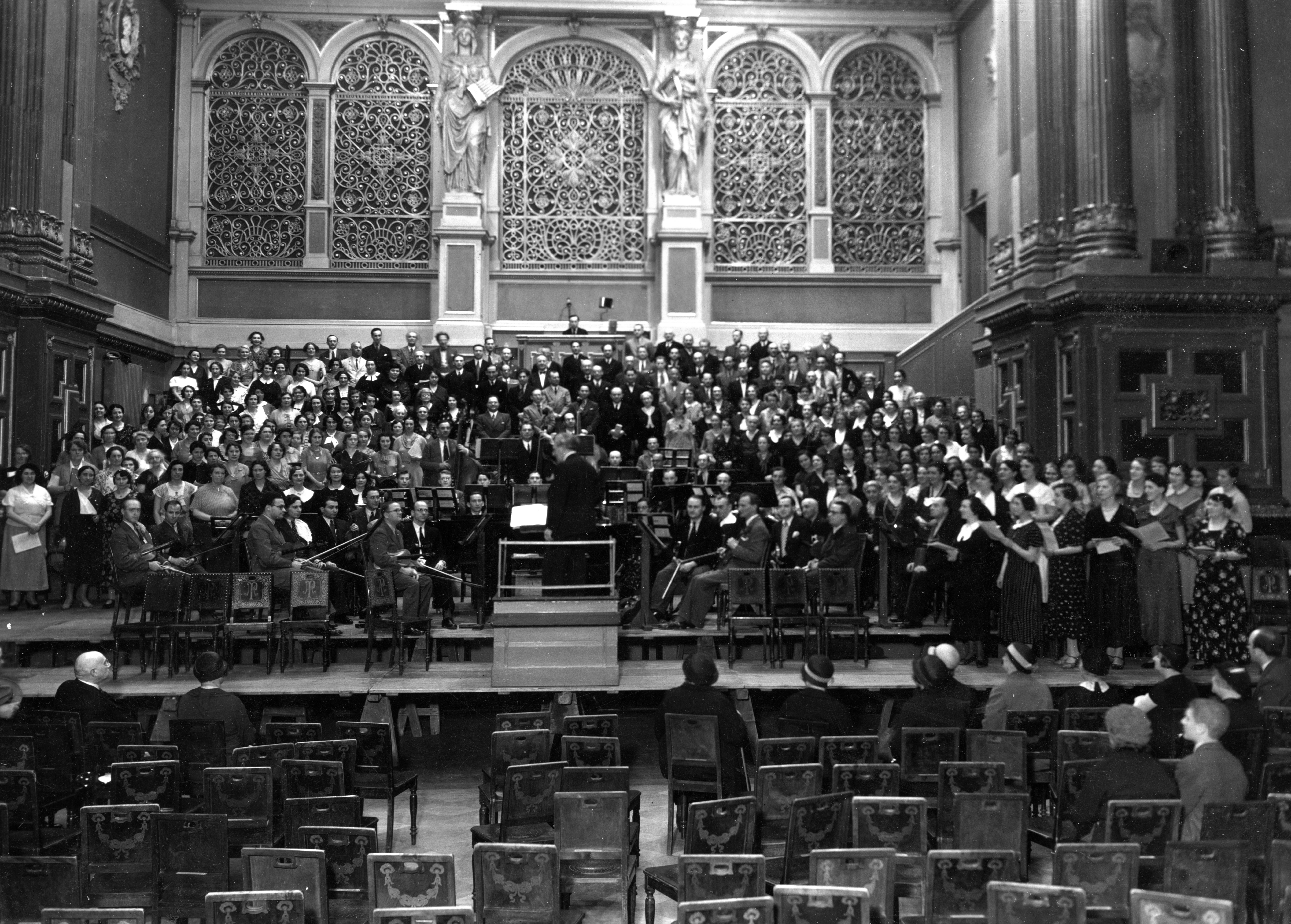
Kurt Singer diriguje oratorium Judas Maccabaeus s orchestrem Kulturbund Deutscher Juden v sále Berlínské filharmonie na Bernburger Strasse, 7. a 8. květen 1934.

Juda Makabejský, v anglickém originále Judas Maccabaeus a německy Judas Maccabäus, HWV 63, je oratorium o třech aktech barokního skladatele Georga Friedricha Händela.

## Vznik
Händel žil s krátkými přestávkami již několik desítek let (od roku 1710) v Anglii. Na pozadí jeho oratoria Juda Makabejský stálo Jakobitské povstání z roku 1745. 2. srpna přistál Karel Eduard Stuart jako uchazeč o anglický a skotský trůn s vojskem do Skotska a po několika menších úspěšných bitvách pochodoval na Anglii. Händel, aby povzbudil Angličany, začátku roku 1746 spěšně zkomponoval Příležitostné oratorium (An Occasional Oratorium, HWV 62) a jedno pasticcio. Poté, co byli jakobitští vzbouřenci v bitvě o Cullodenu 16. dubna 1746 poraženi královskou armádou pod velením Viléma Augusta, vévody z Cumberlandu (syna krále Jiřího II.), pustil se Händel do nového díla k poctě generála.
Podle datace v autografu zkomponoval Händel první akt mezi 9. a 21. červencem, druhý od 25. července do 2. srpna. Plně instrumentovanou skladbu dokončil 11. srpna. Podle vzpomínek libretisty Thomase Morella, které sepsal o 25 let později, vznikl plán na oratorium již v roce 1745. Princ z Walesu (bratr vévody z Cumberlandu) doporučil Morella jako libretistu. V souladu s myšlenkou poblahopřát vévodovi z Cumberlandu k jeho vítěznému návratu ze Skotska obsahuje libreto věnování Truly Wise, Valiant, and Virtuous Commander („Skutečně moudrému, statečnému a ctnostnému veliteli“).
Premiéra Judy Makabejského se konala 1. dubna 1747 v Královském divadle v Covent Garden. Juda Maccabaeus se brzy stal Händelovým nejpopulárnějším oratoriem, které se pravidelně hrálo stále znovu. Postupem času je autor obohatil o několik chytlavých částí, které převzal z jiných oratorií, aniž by z premiérové verze něco vyškrtl. Většina moderních provedení oratoria obvykle obsahuje všechny přidané části a původní verzi, jak byla hrána při premiéře, je dnes možné slyšet jen zřídka.
Árie Oh liberty byla v původním libretu, byla však Händelem místo toho použita v Příležitostném oratoriu. Do Judy Makabejského ji převzal od třetího představení. V roce 1750 připojil k oratoriu sbor See the conq'ring hero comes z jiného oratoria, Joshua, jednoho ze svých nejpopulárnějších kusů, známém též v německém znění jako Tochter Zion, freue dich.
Duet Sion now her head shall raise (Sion nyní svou hlavu pozvedne) s následným sborem Händel zkomponoval pro obnovené představení oratoria Esther v roce 1757 a následujícího roku jej převzal v Judovi. Ve stejné době také přidal árii Wise men flatt'ring, původně napsanou předchozí rok pro oratorium Belshazzar.

## Libreto
Thomas Morell napsal libreto na základě příběhu (deuterokanonické) 1. knihy Makabejských (kap. 2–8) o židovském bojovníkovi za svobodu Judovi Makabejském. Také použil některé motivy Židovských starožitností Flavia Josepha.

## Osoby a obsazení
Při premiéře zpívali zpěváci v následujícím obsazení:
- Juda: John Beard (tenor)
- Izraelita: Caterina Galli (mezzo-soprán)
- Izraelitka: Elisabetta de Gambarini (soprán)
- Simeon, Judův bratr: Henry Theodore Reinhold (bas)
- Eupolemus, židovský vyslanec v Římě: Thomas Reinhold

## Jednání

### První akt
Izraelský sbor běduje nad smrtí Matatiáše. Jeho syn Šimon oznamuje, že se mu zjevil Bůh a ustanovil jeho bratra Judu Makabejského, aby vedl Izraelity k vítězství. Izraelité si dodávají odvahu, následují ho a modlí se za svou svobodu.

### Druhý akt
Izraelci se vítězně vrátili z bitvy proti Samaří a Sýrii. Radují se ze svého štěstí a chválí Judu. Přichází posel a oznamuje, že hrozí nová válka, tentokrát ze strany Egypta. Izraelité okamžitě upadají do zoufalství, Šimon je ale utěšuje, že tato nová rána není seslána, aby je zničila, ale aby je trestala. Juda znovu volá do bitvy a Izraelité jej následují.

### Třetí akt
Zatímco Izraelci slaví svátek světla, přichází posel z Kapharsalamy a podává zprávy o bitvě. Juda se vrací jako vítěz. Žádá, aby se i v hodině vítězství připomněla památka padlých. Eupolemus, židovský vyslanec v Římě, oznamuje alianci s římským senátem, která zajistí nezávislost Judeje. Chvalozpěvy a díkůvzdání završují oratorium.